# Étreintes brisées
Pour plus de détails, voir Fiche technique et Distribution.
Étreintes brisées (espagnol : Los abrazos rotos) est un thriller romantique écrit, produit et réalisé par Pedro Almodóvar et sorti en 2009.
Décrit par The New Yorker comme « le plus dur des Almodóvar », le film est présenté en compétition officielle au festival de Cannes 2009 et nommé dans la catégorie « Meilleur film étranger » aux British Academy Film Awards et aux Golden Globes.

## Synopsis
2008, Harry Caine, de son vrai nom Mateo Blanco, est ancien réalisateur, mais depuis qu'il est devenu aveugle il y a quatorze ans, il écrit des scénarios sous son pseudonyme pour d'autres réalisateurs. Il est aidé quotidiennement par Judith, qui était son assistante de production lorsqu'il était réalisateur et par le fils de Judith, Diego, un jeune homme fougueux.
Un jour, Mateo reçoit chez lui la visite d'un jeune réalisateur gay qui le sollicite pour qu'il rédige le scénario de son projet de film. Mais il refuse d'apporter son aide quand il découvre que ce jeune homme est le fils d'Ernesto Martel, un célèbre financier millionnaire, qui fut le producteur du dernier film de Mateo, sur lequel ils étaient entrés en conflit. Il apprend également la mort récente de ce célèbre producteur, ce qui le trouble.
Diego est hospitalisé à la suite d'une overdose accidentelle dans une boîte de nuit de Madrid. Malgré son handicap, Harry prend en charge le fils de son assistante afin de ne pas inquiéter Judith, qui est à ce moment-là en déplacement. Harry commence à lui raconter, une histoire, la sienne qui mêle destin, amour passionnel, jalousie, abus de pouvoir, trahison et remords.
Quinze ans plus tôt, en 1992, Magdalena « Lena » Rivero, la belle et jeune secrétaire d'Ernesto Martel, ambitionne de devenir une actrice célèbre. Son père est confronté à une grave maladie et n'a pas les moyens de régler les soins qu'il lui faut. Lena se rapproche alors de son patron pour qu'il lui prête la somme nécessaire pour payer les soins de son père, et à l'occasion elle devient également sa maîtresse. En 1994, par l'entregent de son amant, Lena obtient le premier rôle de Filles et Valises (Chicas y maletas), film réalisé par Harry, qui vit encore sous sa véritable identité de Mateo Blanco. Il est à cette époque un réalisateur renommé, et n'était pas encore atteint de cécité comme au début du film. Soupçonneux,  Ernesto profite qu'il est le producteur de ce film, pour espionner Lena et Mateo, en envoyant son fils filmer la production du film sous prétexte d'en faire un making-of. Les enregistrements n'étant pas sonorisés, il recourt aux services d'une femme experte en lecture labiale. Ernesto apprend ainsi que Lena et Mateo sont tombés amoureux de l'un et de l'autre durant le tournage du film, et s'aiment passionnément.
Furieux, Ernesto confronte Lena. Quand elle le menace de partir, il la pousse du haut d'escaliers. Elle survit à la chute. Ernesto regrette son geste et prend soin d'elle jusqu'à son rétablissement. Une fois le tournage du film terminé, Lena et Mateo partent en vacances à Lanzarote pour échapper à l'emprise d'Ernesto. Lena travaille comme réceptionniste à l'hôtel où ils séjournent pour passer le temps. Un jour, Lena et Mateo lisent dans El País que Filles et Valises a été distribué en avance. Mateo est surpris car il n'avait pas finit le montage de son film. L'article mentionne que les critiques sur ce film sont unanimement négatives, ce qui marque probablement la fin brutal de la carrière artistique de Mateo. Le couple décide alors de s'enfuir, et de commencer une nouvelle vie loin de Madrid. Ils roulent amoureusement ensemble lorsque leur voiture est soudainement percutée par un autre véhicule. L'accident blesse sévèrement Mateo et lui fait perdre définitivement la vue, tandis que Lena meurt dans le choc de la collision, moment qui a été immortalisé par le fils d'Ernesto, qui les avait suivis avec sa caméra. Mateo retourne à Madrid, aidé par Judit, et le fils de cette dernière, Diego, âgé à ce moment-là de huit ans. Reclus chez-lui, il fait une croix sur son passé, au point de renier son propre nom et de n'utiliser que son pseudonyme de Harry Caine. Il écrit en braille des scénarios pour autrui.
Retour à 2008, Harry Caine fête son anniversaire avec Judit et Diego. Judit, ivre, avoue à Harry que c'est elle qui a engagé la distribution prématurée de Filles et Valises, furieuse que Harry l'avait abandonnée pour s'enfuir avec Lena ; elle lui confie également que c'est elle qui avait donné à Ernesto le numéro de téléphone de l'hôtel où Mateo et Lena séjournaient. Elle lui confirme qu'Ernesto a monté le film en utilisant les pires enregistrements de chaque scène pour saboter sciemment la réputation de Mateo. Le lendemain matin, elle révèle à Diego que Harry est son véritable père, ce que ce dernier ignorait totalement jusqu'ici. Cette soudaine révélation fait décider à Harry de vivre à nouveau sa vie, de reprendre sa véritable identité de Mateo Blanco. Il découvre que les enregistrements originaux de Filles et Valises n'ont pas été détruits comme l'avait demandé Ernesto, mais cachés par Judit ; Diego monte à nouveau le film en suivant les indications de Mateo qui se remémore de son ultime vision de celle qu'il a tant aimée.

## Fiche technique
- Titre original : Los abrazos rotos
- Titre français : Étreintes brisées
- Réalisation : Pedro Almodóvar
- Scénario : Pedro Almodóvar
- Production : Pedro Almodóvar et Agustín Almodóvar
- Musique : Alberto Iglesias
- Photographie : Rodrigo Prieto
- Montage : José Salcedo
- Langues originales : espagnol et secondairement anglais
- Pays d'origine :  Espagne
- Société de production : El Deseo S.A.
- Genre : drame, thriller, romance
- Durée : 129 minutes
- Date de sortie:
  - Espagne : 18 mars 2009
  - France : 20 mai 2009

## Distribution
- Penélope Cruz (V. F. : Anneliese Fromont) : Magdalena Rivero, dite « Lena »
- Lluís Homar (V. F. : Féodor Atkine) : Mateo Blanco / Harry Caine
- Blanca Portillo (V. F. : Anne Canovas) : Judit García
- José Luis Gómez : Ernesto Martel
- Tamar Novas (V. F. : Harold Savary) : Diego García, le fils de Judit
- Rubén Ochandiano :  « Ray X », le fils d'Ernesto Martel
- Lola Dueñas : la femme qui lit sur les lèvres
- Ángela Molina : la mère de Lena
- Ramón Pons : le père de Lena
- Marta Aledo : Maribel
- Kiti Mánver (V. F. : Isabelle Mangini) : Madame Mylene
- Agustín Almodóvar
- Rossy de Palma : Julieta
- Sergio Díaz : l'assistant de direction
- Asier Etxeandia : le serveur aveugle
- Mariola Fuentes : Edurne
- Esther García
- Chus Lampreave : la concierge
- Carlos Leal
- Carmen Machi (V. F. : Françoise Pinkwasser) : Chon
- Dani Martín
- Alejo Sauras : Álex
- Kira Miró : Mannequin

## Distinctions

### Récompenses
- Critics' Choice Movie Awards : Meilleur film en langue étrangère
- Prix du cinéma européen : Meilleur compositeur pour Alberto Iglesias
- Prix Goya : Meilleure musique originale pour Alberto Iglesias
- Satellite Awards : Meilleur film en langue étrangère

### Nominations et sélections
- British Academy Film Awards : Meilleur film en langue étrangère
- Festival de Cannes 2009 : sélection officielle
- Golden Globes : Meilleur film en langue étrangère
- Prix du cinéma européen :
  - Meilleure actrice pour Penélope Cruz
  - Meilleur réalisation pour Pedro Almodóvar
  - People's Choice Award
- Prix Goya :
  - Meilleure actrice pour Penélope Cruz
  - Meilleurs costumes
  - Meilleur scénario original
- Satellite Awards : Meilleure actrice pour Penélope Cruz

## Autour du film
- Au début du film, Harry Caine termine la deuxième version d'un scénario intitulé Madres paralelas, qui sera le titre d'un film d'Almodóvar en 2021.
- Le film que tourne Harry Caine avec Lena, Femmes et Valises (Chicas y Maletas), est un clin d'œil à Femmes au bord de la crise de nerfs d'Almodovar lui-même. On retrouve certaines scènes réutilisées comme la préparation du gaspacho ou lorsque Candela rend visite à Pepa (Lena) craignant la police et découvre le lit brûlé, ou encore une fin alternative pour les besoins du tournage où sa voisine Ana (incarnée ici par Rossy de Palma, ayant aussi un rôle dans Femmes au bord de la crise de nerfs) la pousse du haut de l'escalier.
  - Almodóvar a réalisé en parallèle un court-métrage, La Conseillère anthropophage, qui est une autre scène du film fictif Femmes et Valises, avec un monologue de Carmen Machi.
- Lors du séjour de Lena et Mateo sur l'île de Lanzarote, le couple regarde le film Voyage en Italie de Roberto Rossellini.
- C'est en traversant le rond-point au centre duquel on peut voir une des sculptures de l'artiste César Manrique de la série des Juguetes del viento, érigée en 1992, à Arrieta, que le couple est percuté par une voiture.
- Quand Diego demande à Mateo ce qu'il souhaite, il répond qu'il souhaite entendre la voix de Jeanne Moreau et lui demande de visionner Ascenseur pour l'échafaud de Louis Malle. En cherchant le DVD, Diego cite les réalisateurs Fritz Lang, Jules Dassin et Nicholas Ray et les films Fanny et Alexandre d'Ingmar Bergman, Huit et demi de Federico Fellini et Le Secret magnifique de Douglas Sirk.